# Hofanlage Birkenstraße 1
Die Hofanlage Birkenstraße 1 in Elsfleth-Moorriem, Bauerschaft Niederhörne, stammt aus dem frühen 19. Jahrhundert.

Aktuell (2023) wird sie als Wohnhaus, gewerblich und als Einrichtungshaus Wesermarchee genutzt. Die Gebäude stehen unter Denkmalschutz (siehe auch Liste der Baudenkmale in Elsfleth).

## Geschichte
Neuenbrok bildet den nördlichen Teil der sich über etwa 16 Kilometer erstreckenden Marschhufensiedlung Moorriem, die nach 1062 gegründet wurde und im 14. Jahrhundert die Struktur mit den schmalen, langgestreckten Parzellen erhielt. Westlich der Ortsstraße sind zahlreiche Hofstellen. Die sieben Zweiständerhallenhäuser Niederhörne 25, 27, 29, 31, 33 und 35 sowie Birkenstraße 1 stammen aus der Zeit zwischen dem späten 18. Jahrhundert und der Mitte des 19. Jahrhunderts.
Die Hofanlage auf einer Wurt und großem baumbestandenen Grundstück besteht aus
- dem eingeschossigen traufständigen Wohn- und Wirtschaftsgebäude von 1804 (Inschrift) als Zweiständer-Hallenhaus in Fachwerk mit Steinausfachungen, mit reetgedecktem Krüppelwalmdach mit neuen Gauben und Niedersachsengiebeln sowie Grooter Door mit Korbbogen; Wohnteil erneuert in Backstein,[2]
- der eingeschossigen traufständigen Scheune vom frühen 19. Jahrhundert in Fachwerk und Ankerbalkenkonstruktion mit Steinausfachungen, mit reetgedecktem Walmdach und Querdurchfahrt sowie Kübbungen an beiden Schmalseiten,[3]
- dem eingeschossigen Backhaus in Backstein mit Satteldach[4]
- sowie weiteren nicht denkmalgeschützten Nebenanlagen.

Das Landesdenkmalamt befand: „geschichtliche und städtebauliche Bedeutung. Mit dem historischen Baubestand des 18. und 19. Jahrhunderts zeigen sich die baugeschichtliche Entwicklung und regionale Ausprägung des Hallenhauses.“